# Vellinge (gemeente)
Vellinge is een Zweedse gemeente in Skåne. De gemeente behoort tot de provincie Skåne län. Ze heeft een totale oppervlakte van 704,0 km² en telde 31.596 inwoners in 2004.

## Plaatsen
| #  | Plaats           | Inwoneraantal |
| -- | ---------------- | ------------- |
| 1  | Höllviken        | 10 014        |
| 2  | Skanör-Falsterbo | 6 861         |
| 3  | Vellinge         | 6 115         |
| 4  | Ljunghusen       | 2 444         |
| 5  | Hököpinge        | 923           |
| 6  | Västra Ingelstad | 703           |
| 7  | Rängs sand       | 596           |
| 8  | Gessie villastad | 485           |
| 9  | Östra Grevie     | 436           |
| 10 | Arrie            | 199           |
| 11 | Vellinge Väster  | 152           |
| 12 | Södra Åkarp      | 151           |
| 13 | Hököpinge kyrkby | 147           |
| 14 | Möllevången      | 128           |
| 15 | Räng (west)      | 94            |
| 16 | Mellan-Grevie    | 77            |
| 17 | Norra Håslöv     | 66            |
| 18 | Gessie           | 59            |
| 19 | Räng             | 54            |
| 20 | Kronan           | 51            |
| 22 | Västra Grevie    | 50            |

Ängelholm · Åstorp · Båstad · Bjuv · Bromölla · Burlöv · Eslöv · Hässleholm · Helsingborg · Höganäs · Höör · Hörby · Kävlinge · Klippan · Kristianstad · Landskrona · Lomma · Lund · Malmö · Örkelljunga · Osby · Östra Göinge · Perstorp · Simrishamn · Sjöbo · Skurup · Staffanstorp · Svalöv · Svedala · Tomelilla · Trelleborg · Vellinge · Ystad